# John Masius
John Masius (Scarsdale, New York, Verenigde Staten, 30 juli, 1950) is een Amerikaanse scriptschrijver en producer. Masius is het bekendst vanwege zijn werk in de series St.Elswere (NBC), Brooklyn Bridge en Touched By An Angel voor het netwerk CBS. Hoewel het recentere werk van Masius een redelijk succes kende was dit niet altijd het geval. Zijn carrière bestaat afwisselend uit successen en mislukkingen.

## Biografie
John Masius was van kindsbeen af gefascineerd door de televisie. Hoewel hij aan de universiteit van Los Angeles economie gestudeerd heeft, kon dit hem niet echt boeien, en verhuisde hij naar Philadelphia om aan de universiteit van Pennsylvania een MBA-opleiding te volgen in kunstmanagement. 
In 1978 werkte John Masius als kelner in Los Angeles, toen hij benaderd werd door producer Bruce Parlow. Parlow nodigde Masius uit om deel uit te maken van een productieteam voor de nieuwe serie The White Shadow (1978-1981) voor CBS. Masius ging op het aanbod in en hoewel hij startte als loopjongen maakte hij in een periode van drie jaar promotie tot schrijver en producer. Masius zou nog talrijke keren samenwerken met Bruce Parlow.
In 1983 werkte Masius samen met Parlow aan de serie St. Elsewhere als producent en schrijver. Deze samenwerking bleek een succes te zijn, de serie ontving verscheidene nominaties en twee Academy Awards in de categorie outstanding writing in a drama series. Toen de serie werd stopgezet werkten Masius en Parlow nog samen in Tattinger's, een kort durende serie (1988-1989) op NBC.

## Eerste stap naar het sitcomgenre
Na de mislukking van Tattinger's maakte Masius in 1990 Nick and Hillary, een sitcomversie van Tattinger's. De serie was gedoemd te mislukken, het concept en de personages werden niet interessant gevonden door het publiek er werden maar twee afleveringen gemaakt. Maar dit mislukken ontmoedigde Masius niet, hij verdiepte zich in het genre van de sitcom en creëerde, produceerde en schreef de pilotaflevering van Ferris Bueller, een mislukte bewerking van de film Ferris Bueller's Day Off. Masius maakte echter zijn comeback als schrijver en creatieve consultant met de spraakmakende serie Brooklyn Bridge.

## Een uitdaging
De volgende uitdaging voor Masius bracht hem in 1992 naar de serie L.A. Law, de producers zochten naar nieuwe creatieve ideeën die de neerwaartse spiraal aan verlies van kijkcijfers een halt zouden toeroepen in het zevende seizoen. Met een verstikkende creatieve sfeer kon Masius de kijkcijfers niet verhogen en werd hij ontslagen halverwege het seizoen. Het succes zou hem voor een korte duur weer bereiken met de serie Touched By An Angel, en hoewel de serie een enorm succes was, dacht men dat de scripts van Masius te sceptisch waren over de goedheid van God, en niet in lijn met de visie van de medeproducers van de serie. Masius werd prompt ontslagen. Maar als bedenker van de serie was Masius nog steeds in staat om mee te delen in de financiële beloningen, en had hij nog voldoende zeggenschap om de roze-wolkjes-serie wat realistischer te houden. Masius keerde terug naar de komedie met The Single Guy, een serie die profiteerde van de opvolging na het post-Friends tijdperk. In 1997 waagde Masius zich aan  sciencefiction  met The Visitor bij FOX, maar al snel bleek dat liefhebbers van het genre niet zaten te wachten op het typische handelsmerk van Masius, een dosis realiteit.

## Na regen komt zonneschijn
Na zijn reeks van mislukkingen scoorde Masius een enorme hit met de serie Providence (NBC). Maar het succes van St.Elsewhere evenaarde hij niet meer. Hij bracht aan de serie een frisse wind met de meest onmogelijke zaken. De serie was deels medisch drama, voor een deel een huiselijke komedie, en bevatte een dosis neurotische fantasieën van het Ally McBeal genre. Ook was Masius niet vreemd aan de bizarre en onvoorspelbare plotwendingen van de serie. Dit alles zorgde voor een triomfantelijke terugkeer van Masius naar het televisiescherm.

## Prijzen
Humanitas Prize
- 1985 voor de serie St.Elsewhere
- 1992 voor de serie Brooklyn Bridge

Academy Award
- 1984 voor de serie St.Elsewhere
- 1986 voor de serie St.Elsewhere

- Gemeinsame Normdatei: 1141613107
- International Standard Name Identifier: 0000 0000 7489 8248
- Library of Congress Control Number: n98051180
- MusicBrainz: b8d3436b-267d-437d-8438-8eaf024a703e
- Nederlandse Thesaurus van Auteursnamen: 212831550
- Virtual International Authority File: 106219871